# 九州鉄道検定
九州鉄道検定（きゅうしゅうてつどうけんてい）は、かつて九州旅客鉄道（JR九州）が実施していた九州の鉄道に関する歴史や、その沿線における歴史・観光・文化に関する検定試験である。

## 概要
九州の鉄道の始まりは1889年（明治22年）12月11日に開業した九州鉄道による博多 - 千歳川仮停車場間である。この開業から2009年（平成21年）で120年になるのに伴い、九州の鉄道開業120周年を記念して企画された。鉄道会社が行う公式の鉄道検定としては初であった。
検定問題には、九州の鉄道に関する歴史や、その沿線における歴史・観光・文化に関する問題が出題されたが、主に九州内の紀伊國屋書店などで販売されている「九州鉄道検定 歴史・観光・文化 公式テキストブック」に書かれている内容を中心に出題されることになっていた。
1級・2級・3級の3ランクに分かれており、各級に合格するとそれぞれ合格証、及び合格記念バッジが送付された。受験料は各級とも3,150円。
検定実施期間は2009年11月1日から2010年12月31日まで。1級に関しては期間中の2010年5月30日と同年10月31日に実施された。当初は2010年10月31日までの予定であったが、同年12月末まで延長された。但し、1級に関しては10月末の検定で終了となった。

## 試験方法
2級・3級はCBT受験（インターネット受験）であった。2級・3級においては90分間で4択の50問を回答し、うち40問を正解すれば合格。不合格の際でも5回まで受験できた。また、検定実施期間内（2009年11月1日 - 2010年12月31日）であればいつでも受験することができた。3級は誰でも自由に受験することができたが、2級は3級の合格者のみに限られた。
1級は福岡県福岡市のJR九州本社内で受験する会場受験となっていた。100分間で4択の100問を回答し、うち5月の検定では80問、10月の検定では70問以上を正解すれば合格であった（10月の検定に関しても当初は80問以上正解で合格だったが、平均点などにより難易度が考慮され70問以上へと下げられた）。テキスト類の持ち込みは可能だが、試験中の閲覧は禁止となっていた。検定は検定実施期間内に2度（2010年5月30日と同年10月31日）実施され、合否は後ほど郵送されることになっていた。2級合格者のみが受験できた。

## 合格者特典
合格者には合格証と合格記念バッジが送付された。記念バッジは1級は金色、2級は銀色、3級は銅色となっていた。
またその他の特典として、合格者は専用サイトで九州鉄道検定オリジナルゲームを楽しむことができたほか、合格証を提示することで福岡県北九州市にある九州鉄道記念館へ100円引きで入館できた。